# Universidad de Reading
La Universidad de Reading es una universidad de Inglaterra en la ciudad de Reading, Berkshire. Establecida en 1892, recibió su Carta Real en 1926. Esta Universidad tiene una larga tradición de investigación, la educación y formación a nivel tanto nacional como internacional. Fue galardonada con el Queen's Anniversary Prize (Premio del aniversario de la Reina) por su elevado nivel de educación en 1998, y nuevamente en 2005. Es una de los diez universidades del Reino Unido de mayor desarrollo en investigación, así como una de las 200 universidades más importantes del mundo.

## Historia

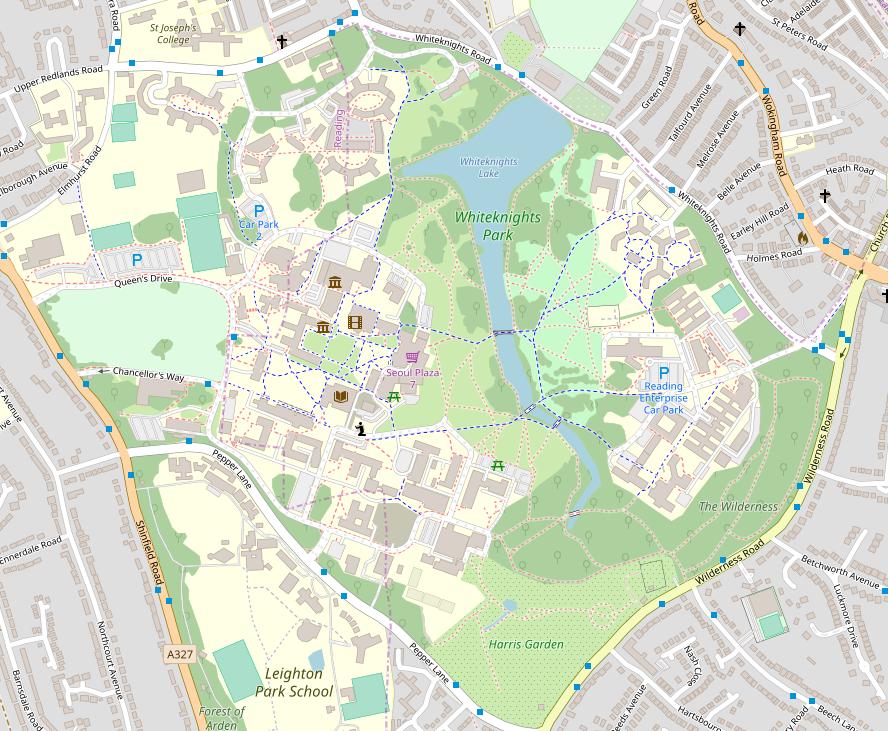
Plano del Campus Whiteknights, el más grande de la Universidad de Reading, en el que se puede ver su lago.

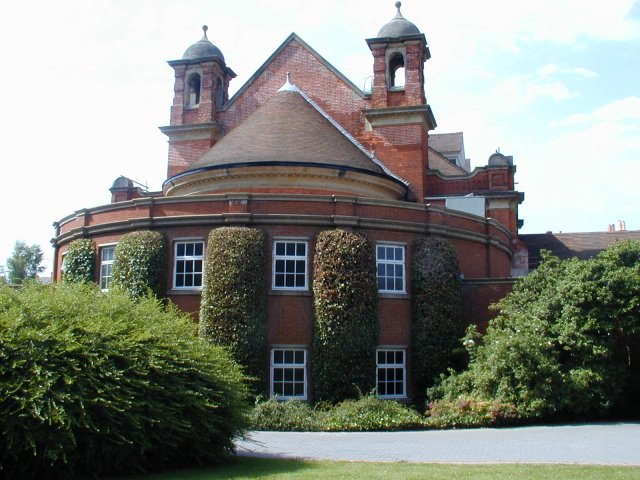
El Gran Salón de la universidad, situado en el Campus London Road, es uno de sus edificios más emblemáticos.

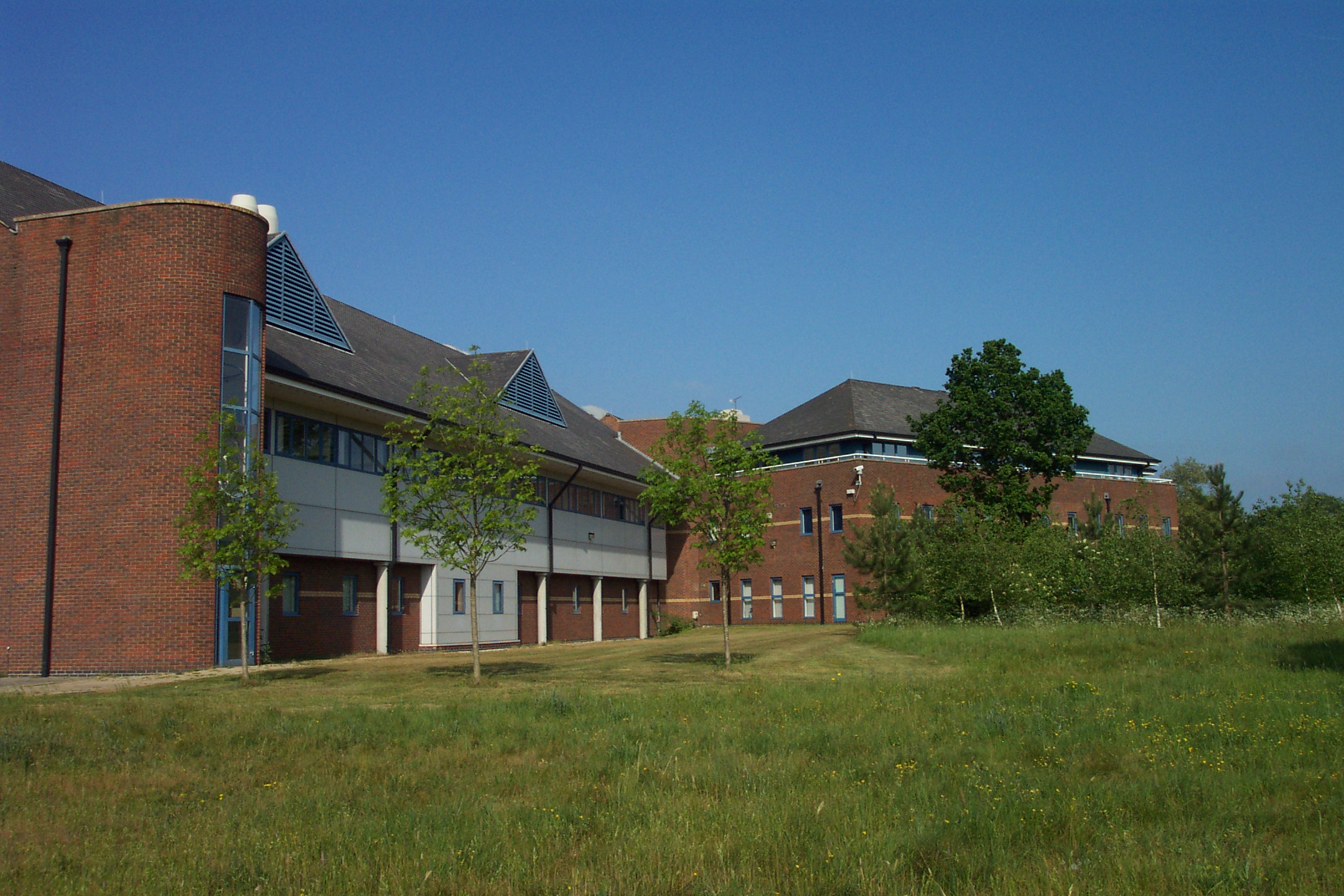
El Centro de Ciencia y Tecnología, en el campus Whiteknights.

La Universidad debe su origen a las escuelas de Arte y Ciencias establecidas en Reading en 1860 y 1870. Estas pasaron a formar parte de una extensión del Colegio de Christ Church de la Universidad de Oxford en 1892, que pasó a ser conocido como University College de Reading. 
El nuevo colegio recibió su primera concesión de tesorería en 1901. Tres años más tarde se le dio un sitio, en London Road por parte de la conocida familia Huntley & Palmers. Esta familia contribuyó económicamente al desarrollo del colegio. 
El colegio solicitó por primera vez una Carta Real en 1920 pero no tuvo éxito en ese momento. Sin embargo una segunda petición, en 1925, sí fue aceptada, y la carta fue concedida oficialmente el 17 de marzo de 1926. Con la Carta, el University College se convirtió en la Universidad de Reading, la única universidad nueva que se creó en Inglaterra entre las dos guerras mundiales. 
En 1947 la Universidad compró el Parque Whiteknights, que se convertiría en su principal campus, Red Brick (ladrillo rojo). En 1982 se fusionó con el Bulmershe College, de Educación Superior, que se convirtió en su tercer campus.
En octubre de 2006, la Junta Superior de Gestión propuso la clausura de su Departamento de Física para una futura aplicación de pregrado. Esta propuesta fue atribuida a razones financieras y falta de ideas alternativas, y causó una considerable controversia, que incluso llegó a un debate en el Parlamento sobre el cierre, y una importante discusión sobre la educación superior en general. El 10 de octubre el Senado votó a favor de cerrar el Departamento de Física, actuación confirmada por el Consejo el 20 de noviembre. Otros departamentos cerrados en los últimos años incluyen Música, Sociología, Geología e Ingeniería Mecánica. 
En enero de 2008, la Universidad anunció su fusión con la Escuela Superior de Gestión de Henley para crear el nuevo Henley Business School. La fusión tomó efecto el 1 de agosto de 2008, con la nueva escuela de negocios situada junto al Campus Whiteknights, dentro del nuevo Campus Greenland.

## Campus
La Universidad tiene una extensión de 1,6 km², distribuidos en cuatro campus:
- Campus Whiteknights: Es el más grande, e incluye el lago Whiteknights. En él está la principal biblioteca de la universidad.
- Campus London Road: Está situado en la universidad original, y es el más cercano al centro de Reading.
- Campus Bulmershe Court: Antiguo Bulmershe Teaching College, es el segundo más amplio.
- Campus Greenlands: Situado junto al Támesis, forma parte de la universidad desde agosto de 2008.

## Desarrollo de investigación y negocios
La universidad tuvo unos ingresos para investigación de 24,5 millones £ en 2003-4, de los cuales alrededor del 10% provenían de patrocinadores comerciales. Más de 2 millones de libras de financiación se garantizaron en 2004 para el desarrollo empresarial y las actividades comerciales en la Universidad. 
En el ejercicio de Evaluación de la Investigación en 2001, cinco departamentos se adjudicaron las mayores subvenciones: Arqueología, Inglés, Italiano, Meteorología y Psicología. El Departamento de Meteorología fue distinguido con el Premio del Aniversario de la Reina de Educación Superior en 2005 y es conocido internacionalmente por su formación y la investigación del tiempo, el clima y la oceanografía física. En 2014, la Escuela de Agricultura obtuvo el primer lugar en el Reino Unido y el 11o del mundo (http://www.topuniversities.com/subject-rankings) en la clasificación de Universidades por área. Sus centros de investigación incluyen el Centro de Horticultura y Paisajística, el Biocentro y el Centro de Microscopía Avanzada.